# حمك (بعدان)

تعديل مصدري - تعديل

حمك هي إحدى قرى عزلة العذارب بمديرية بعدان التابعة لمحافظة إب، بلغ تعداد سكانها 428 نسمة حسب تعداد اليمن لعام 2004.